# 루돌프 1세 (보헤미아)

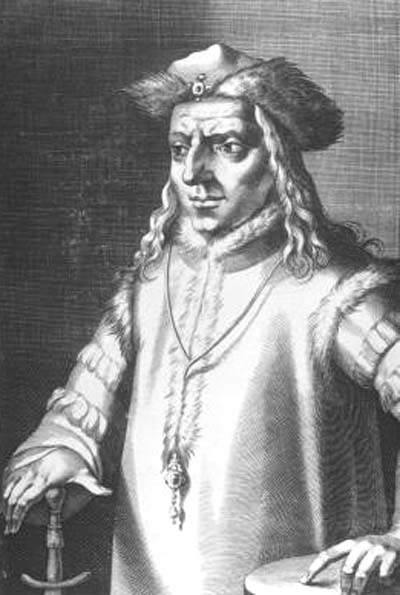
루돌프 1세

루돌프 1세(체코어: Rudolf I. Habsburský 루돌프 합스부르스키[*], 1281년경 ~ 1307년 7월 3일 또는 7월 4일)는 오스트리아 공국의 공작, 슈타이어마르크 공국의 공작(재위: 1298년 11월 21일 ~ 1307년 7월 3일 또는 7월 4일)이자 보헤미아의 국왕(재위: 1306년 ~ 1307년 7월 3일 또는 7월 4일)이다. 합스부르크 가 출신이며 오스트리아 공국의 공작 루돌프 3세(Rudolf III)에 해당한다.

## 생애
합스부르크 가 출신인 알브레히트 1세(Albrecht I)와 그의 아내인 케른텐의 엘리자베트(Elisabeth) 사이에서 태어났다. 1300년 프랑스의 국왕이었던 필리프 3세와 그의 두 번째 아내였던 브라반트의 마리(Marie) 사이에서 태어난 딸인 블랑슈(Blanche)와 결혼했지만 1305년에 사별했다.
1306년 보헤미아, 헝가리, 폴란드의 국왕이었던 바츨라프 3세가 후사 없이 암살되었다. 보헤미아의 귀족들은 바츨라프 3세의 여동생이었던 프르셰미슬의 안나(Anna)의 남편인 인드르지흐 코루탄스키를 보헤미아의 국왕으로 선출했다. 1307년 프라하를 점령한 알브레히트 1세는 루돌프 3세가 바츨라프 2세의 왕비이자 폴란드의 공주였던 릭사 엘주비에타(Ryksa-Elżbieta)와 결혼하게 했고 루돌프 3세가 보헤미아의 국왕인 루돌프 1세로 즉위했음을 선언했다.
보헤미아의 귀족들이 인드르지흐를 지지하는 진영과 루돌프 1세를 지지하는 진영으로 나뉘면서 양측 간의 무력 충돌이 계속되었다. 1307년 7월 루돌프 1세가 호라주됴비체(Horažďovice) 요새에서 일어난 공성전 도중에 이질로 사망했다. 1308년에는 그의 아버지였던 알브레히트 1세가 자신의 조카였던 요한 파리치다(Johann Parricida)에 의해 암살되었다.
루돌프 1세가 후사 없이 사망하면서 인드르지흐가 보헤미아의 국왕으로 복위했지만 1310년 보헤미아의 귀족들이 얀을 보헤미아의 국왕으로 선출하면서 퇴위당했다.